# Ligue canadienne de soccer (1987-1992)
Pour les articles homonymes, voir Ligue canadienne de soccer (homonymie).
La Ligue canadienne de soccer est le championnat national de soccer (football) du Canada de 1987 à 1992.
Ce championnat était semi-professionnel et désignait le champion canadien de soccer. Les équipes étaient réparties en deux divisions (une à l’Est et l’autre à l’Ouest) de 1987 à 1990 puis dans une poule unique lors des deux dernières saisons.

## Les équipes participantes
| Équipe                   | Ville      | Nombre de saisons | Saisons    | Division          | Meilleure performance             |
| ------------------------ | ---------- | ----------------- | ---------- | ----------------- | --------------------------------- |
| Vancouver 86ers          | Vancouver  | 6                 | 1987-1992  | Ouest (1987-1990) | Champion (1988, 1989, 1990, 1991) |
| Winnipeg Fury            | Winnipeg   | 6                 | 1987-1992  | Ouest (1987-1990) | Champion (1992)                   |
| Calgary Kickers/Strikers | Calgary    | 3                 | 1987-1989  | Ouest (1987-1989) | Champion (1987)                   |
| Hamilton Steelers        | Hamilton   | 5                 | 1987-1991  | Est (1987-1990)   | Finale (1987, 1988, 1989, 1990)   |
| Toronto Blizzard         | Toronto    | 6                 | 1987-1992  | Est (1987-1990)   | Finale (1991)                     |
| North York Rockets       | North York | 6                 | 1987-1992  | Est (1987-1990)   | Demi-finale (1991, 1992)          |
| Supra Montréal           | Montréal   | 5                 | 1988-1992  | Est (1988-1990)   | Demi-finale (1992)                |
| Edmonton Brickmen        | Edmonton   | 4                 | 1987-1990  | Ouest (1987-1990) | Demi-finale (1989)                |
| Victoria Vistas          | Victoria   | 2                 | 1989-1990  | Ouest (1989-1990) | Demi-finale (1990)                |
| Kitchener Spirit         | Kitchener  | 2                 | 1990-1991  | Est (1990)        | Demi-finale (1990)                |
| Nova Scotia Clippers     | Halifax    | 1                 | 1991       | -                 | Quart de finale (1991)            |
| Ottawa Intrepid          | Ottawa     | 4                 | 1987-1990  | Est (1987-1990)   | Quart de finale (1987)            |
| London Lasers            | London     | 2                 | 1990, 1992 | Est (1990)        | 5e de saison régulière (1992)     |

## Palmarès
- 1987: Calgary
- 1988: Vancouver 86ers
- 1989: Vancouver 86ers
- 1990: Vancouver 86ers
- 1991: Vancouver 86ers
- 1992: Winnipeg